# نورث امریکن بی‌تی-۹

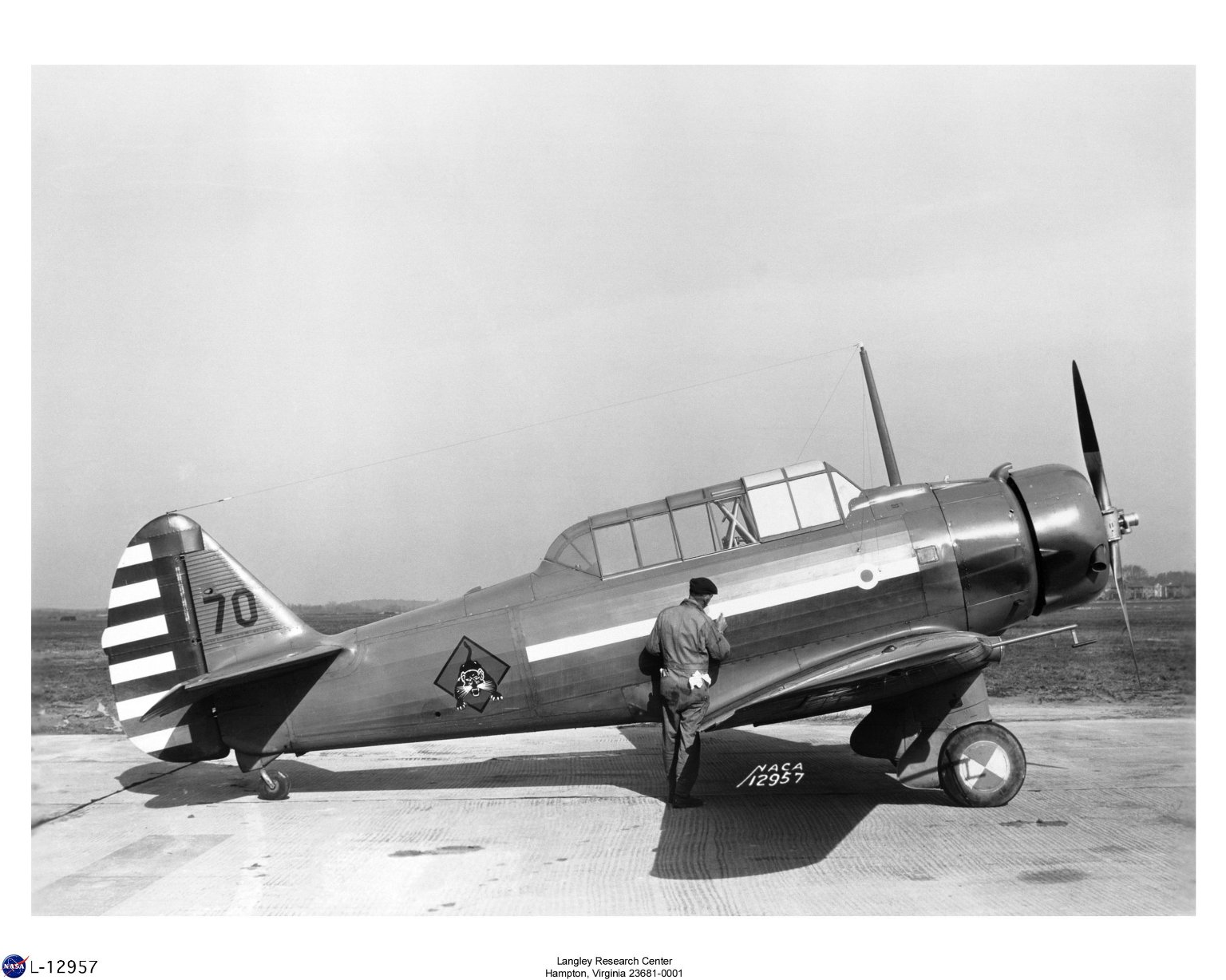
نورث امریکن بی‌تی-۹

نورث امریکن بی‌تی-۹ (به انگلیسی: North American BT-9) یک هواپیمای ساختِ کارخانهٔ نورث امریکن اوییشن در کشور ایالات متحده آمریکا است. نخستین استفاده‌کنندهٔ این هواپیما [[تفنگداران هوایی ارتش ایالات 
متحده آمریکا]] بوده‌است. این هواپیما برای نخستین بار در ۱ آوریل ۱۹۳۶ میلادی مورد استفاده قرار گرفت.